# Oxid ceritý
Oxid ceritý je anorganická sloučenina (oxid) se vzorcem Ce2O3. Je to jeden ze dvou oxidů ceru, patřícího mezi kovy vzácných zemin, konkrétně lanthanoidy.

## Výroba
Oxid ceritý se vyrábí redukcí oxidu ceričitého vodíkem při teplotě okolo 1 400 °C za vzniku na vzduchu stabilního Ce2O3:
2 CeO2 + H2 → Ce2O3 + H2O.

## Použití

### Automobilový katalyzátor
Ce2O3 se používá jako automobilový katalyzátor, slouží ke snižování obsahu oxidu uhelnatého ve výfukových plynech motorových vozidel.
Nejprve se vzdušným kyslíkem oxiduje Ce2O3 na CeO2:
2 Ce2O3 + O2 → 4 CeO2,
oxid ceričitý se poté redukuje oxidem uhelnatým na oxid ceritý:
2 CeO2 + CO → Ce2O3 + CO2.

### Osvětlování
Směs oxidu ceritého a oxidu cínatého v keramické formě se používá na osvětlování. Tento materiál pohlcuje ultrafialové záření o vlnové délce 320 nm a poté vyzařuje viditelné (fialové) světlo, jehož vlnová délka je 412 nm.

## Podobné sloučeniny
- Oxid ceričitý